# 2-й Неопалимовский переулок

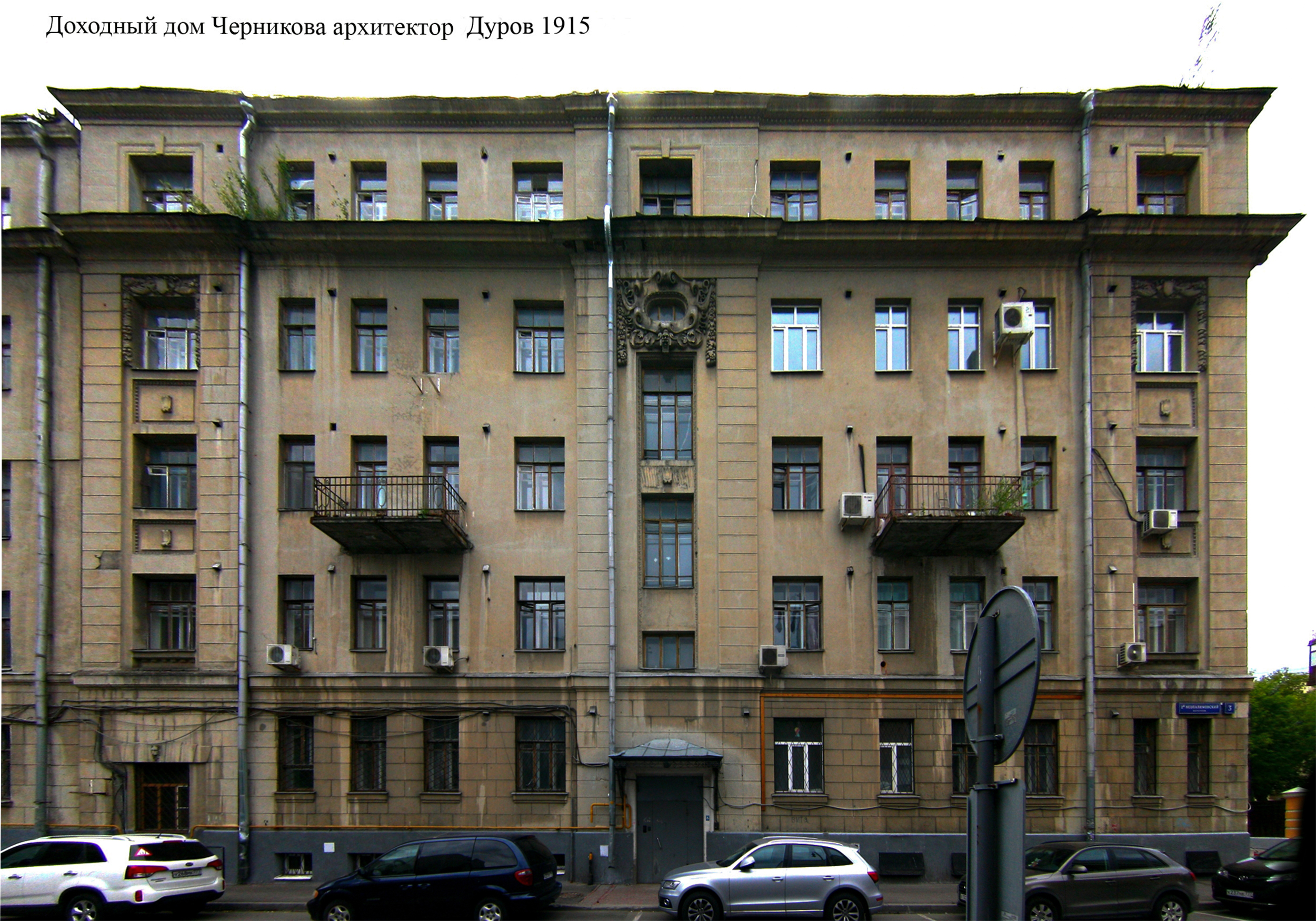

2-й Неопали́мовский переу́лок — улица в центре Москвы в Хамовниках между улицей Бурденко и 1-м Неопалимовским переулком. В переулке расположены посольства Йемена и Непала.

## Происхождение названия
В начале XIX века назывался Кривым или Глухим (по очертанию). Современное название — по церкви, освящённой в честь иконы Божией Матери, называемой Неопалимая купина (построена в 1680 году, разрушена в 1930 году).

## Описание
2-й Неопалимовский переулок начинается от улицы Бурденко, проходит на север, изгибается налево и выходит на 1-й Неопалимовский.

## Примечательные здания и сооружения

### По нечётной стороне
- № 3 — до 2020 года на этом участке находился пятиэтажный доходный дом 1914—1915 г. постройки, возведённый для гвардии капитана в отставке А. М. Черникова по проекту гражданского инженера А. Н. Дурова[1]. В декоре фасадов были применены картуши в виде львиных голов и свитков, щиты в окружении растительных гирлянд, входные двери — украшены порталами, над одной из них кованый козырёк с растительным декором. Балконные решетки имели геометрический орнамент с характерными для модерна «завитками». К 2020-му главный фасад частично сохранил подлинные оконные заполнения. Уцелели лестница с доломитовыми ступенями, изящными перилами и тонким лепным декором, метлахская плитка на полах лестничных площадок, лепной декор потолков[1]. В апреле 2017 года Архитектурный совет Москвы одобрил строительство на этом месте 6-этажного жилого дома по проекту бюро «Цимайло, Ляшенко и партнеры»[2] с полным сносом дома Черникова и дома, примыкающего к нему с юга (на некоторых картах у него отдельный адрес — 2-й Неопалимовский пер., 1)[1]. В июне 2017 года в Департамент культурного наследия Москвы подана заявка о включении обоих строений дома № 3 в реестр объектов культурного наследия[1]. В октябре 2017 г. во включении объекта в перечень выявленных объектов культурного наследия города Москвы отказано[3]. Заявка о включении северной части здания в реестр, поданная в июне 2018 г., и содержащая новые сведения о доме, была также отклонена[1]. В октябре 2020 года здание снесли, оставив только фасад[4][5].
- № 7—9 — доходный дом (1911, архитектор М. Д. Холмогоров).

### По чётной стороне
- № 6 — Посольство Йемена в России (до 2024 года).
- № 14/7 — дом И. А. Миндовского (1905—1906, архитектор Н. Г. Лазарев), ныне — посольство Непала[6].